# طائرة هدف

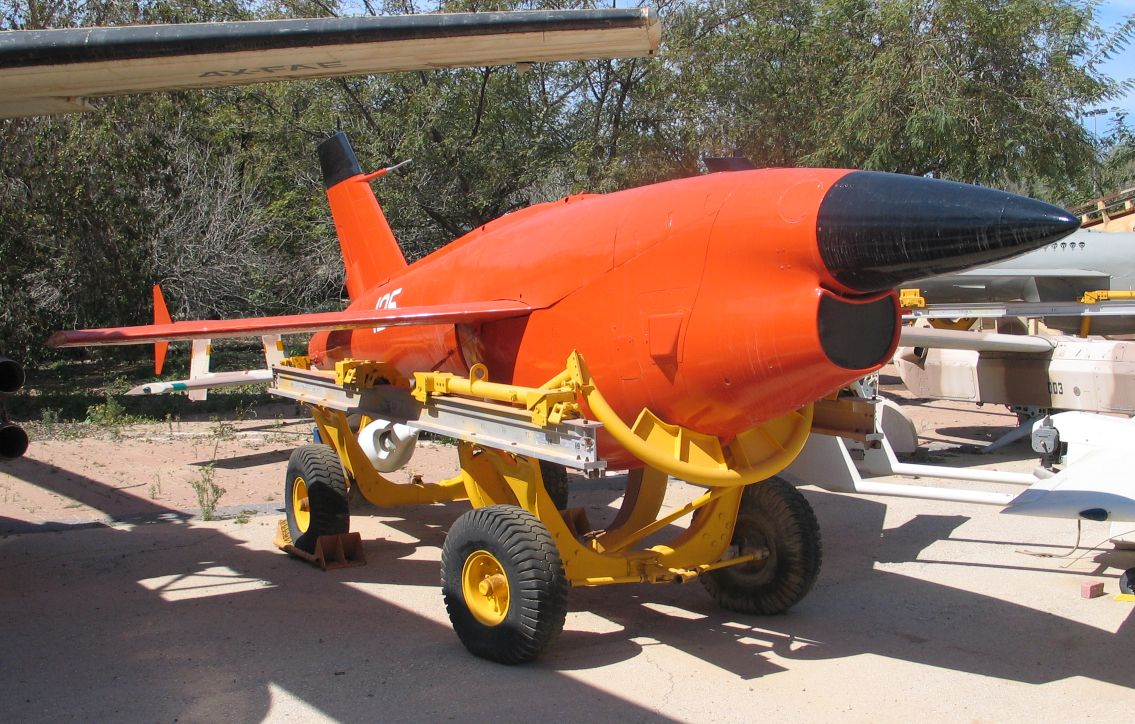
الصاروخ ريان فايربي، كان يستخدم كطائرة هدف بدون طيار.

طائرة هدف بدون طيار (بالإنجليزية: target drone)‏، المعروفة اختصارا باسم «درون» "drone"، هي طائرة بدون طيار، يتم التحكم بها عن بعد، تستخدم عادة في تدريب الطواقم المضادة للطائرات.
إحدى أقدم الطائرات بدون طيار كانت البريطانية (DH.82 Queen Bee) والتي شغلت في عام 1935. ومن اسمها أستوحي مصطلح "drone" الحالي، و«الدرون» في اللغة الإنجليزية، تعني ذكر النحل الذي يقوم بتلقيح الملكات، وهذا النوع من النحل ينشأ من البيض غير المخصب، وهو غير مؤهل لجمع الرحيق ولا يمتلك آلة اللسع! وسبب التسمية للطائرات بدون طيار بهذا الاسم هو بسبب تشابه صوت الأزيز الصادر من محرك الطائرة بصوت الأزيز الصادر من ذكر النحل، والذي يعرف باللغة العربية اليعسوب.
تكون طائرات الهدف بدون طيار في كثير من الأحيان شبيهة بنموذج طائرة يتحكم بها ويسيطر عليها بموجات الراديويه. إن النسخ الحديثة من طائرات الهدف بدون طيار تستخدم أجهزة مضادة للتهديف ورادار لتقليد بعض الأنظمة المماثلة في الطائرات المأهولة.
كما أن بعض طائرات الهدف بدون طيار، الكبيرة والأكثر تقدما قد تكون مصنوعة من الصواريخ القديمة التي أزيل منها الرؤوس الحربية.
الطائرات القديمة والتي عفى عليها الزمن ولم تعد تستخدم مثل الطائرات التي تعمل بالطاقة المروحة (مثل:"Fairey Firefly" و«غلوستر ميتيور» و"de Havilland Sea Vixen" والمستخدمة فيما بين 1950 و 1990) والموجودة في قاعدة للانبيدر الجوية البريطانية (RAE Llanbedr) عدلت إلى طائرات بدون طيار يتحكم فيها عن بعد، ولكن أجراء مثل هذه التعديلات عادة ماتكون مكلفة.

## قائمة طائرات هدف بدون طيار
- ايرسبيد كوين واسب
- ATL MSAT-500NG
- ATL GSAT-200NG
- Curtiss Queen Seamew
- دي هافيلاند تايغر موث
- Denel Dynamics Skua
- DRDO لاكشيا
- Meggitt Banshee[3]
- فيري III
- GAF Jindivik
- GAF Turana
- Miles Queen Martinet
- TAI Şimşek
- دي هافيلاند فامباير
- بوينغ بي-17 القلعة الطائرة
- لوكهيد تي-33
- بوينغ بي-47 ستراتوجت
- ريان فايربي
- BQM-74 Chukar
- نورث أمريكان إف-86 سابر
- نورث أمريكان إف-100 سوبر سابر
- QF-102 and PQM-102 Delta Dart
- QF-106 Delta Dart
- إف-4 فانتوم الثانية (تتضمن أيضا QF-4 Phantom II|QRF-4 Phantom II)
- جنرال دايناميكس إف-16 فايتينغ فالكون
- Burraq Drone صنع باكستان